# بخش انویل
بخش انویل یکی از بخشهای کانتون زوریخ  در کشور سوئیس است.